# Chiavi di volta del presbiterio del Duomo vecchio
Le chiavi di volta del presbiterio del Duomo vecchio a Brescia, raffiguranti Sant'Anatalone e Santa Maria Assunta, sono due busti clipeati in marmo policromato e dorato di Gasparo Cairano, databili al 1491 e inseriti nelle due volte a copertura del presbiterio della cattedrale invernale cittadina.

## Storia

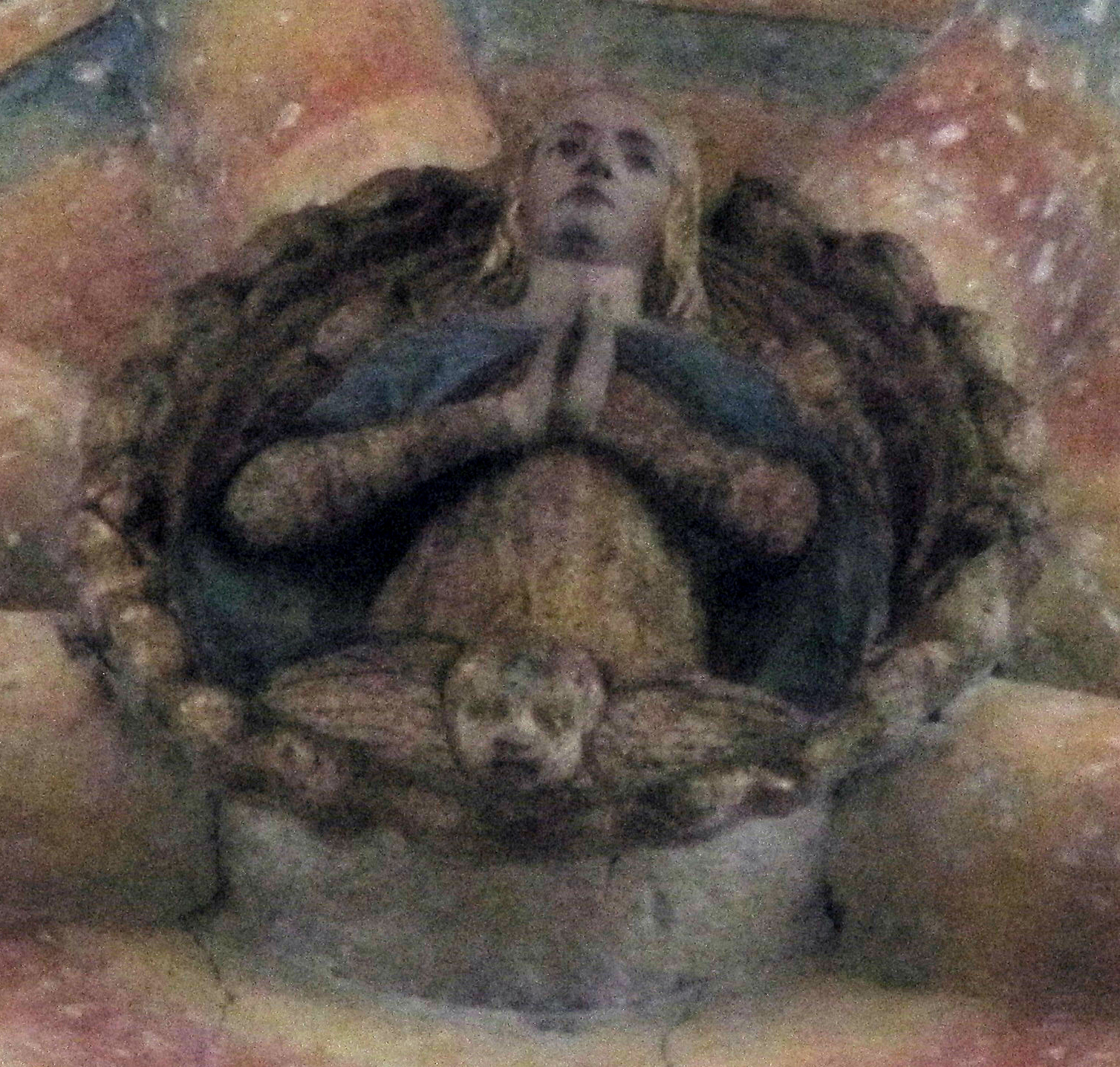
Santa Maria Assunta

Le due sculture vengono pagate dalla fabbriceria della cattedrale allo scultore Gasparo Cairano il 16 novembre 1491. La commissione delle due chiavi di volta è da collocare nell'ambito del più ampio cantiere del nuovo presbiterio del duomo, in via di costruzione proprio in quegli anni sotto il progetto di Bernardino da Martinengo. Esse rappresentano, tra l'altro, le sole sculture di figura presenti nella nuova costruzione.
Le due sculture non sono mai state rimosse dalla loro sede e ancora oggi si trovano nella collocazione originale. In particolare, Sant'Anatalone costituisce la chiave per i quattro costoloni della volta a crociera che copre il primo settore del presbiterio, mentre Santa Maria Assunta chiude i costoloni della volta a ombrello dell'abside. Entrambe le figure sono inoltre rivolte a est, verso l'altare.

## Descrizione e stile
La policromia delle due chiavi di volta, nonché la loro notevole distanza dal punto di comune osservazione, rende difficoltosa una compiuta analisi critica che testimoni l'evoluzione dell'arte del Cairano nel periodo immediatamente successivo agli Apostoli del santuario dei Miracoli. Ciò vale soprattutto per il volto di Sant'Anatalone, la cui fisionomia appare decisamente alterata dalla stesura del colore che spesso non rispetta le forme della pietra, soprattutto sulla barba e sulle labbra. Anche gli occhi sono deformati da pesanti sottolineature in nero che non seguono il disegno sottostante, falsando l'espressività del volto. La lavorazione delle mani è invece sommaria, il che è forse giustificato dalla collocazione estremamente distante dal punto d'osservazione comune. La policromia di Santa Maria Assunta si presenta invece più curata, tuttavia l'analisi critica dell'opera rimane egualmente difficoltosa.
Nonostante ciò, il riferimento dominante dei due clipei del Duomo vecchio è ricercabile nel ciclo di ventiquattro formelle con Angeli a rilievo collocati lungo la cupola maggiore del santuario di Santa Maria dei Miracoli, all'incirca coevi dato che, nel 1491, Gasparo Cairano stava ancora lavorando alle membrature architettoniche e agli ornati di quel cantiere.